# 鄭寶謙
鄭寶謙，字心益，贵州玉屏人，清政治人物、進士出身。
光緒二十四年（1898年）戊戌科進士，三甲四十一名，同年五月，授内阁中书，后改官四川知縣。